# 芋子排
芋子排，位于中国广东省中山市五桂山区南桥村槟榔山东北2.2公里处，海拔488.2米，是五桂山山脉的一座山体。